# Mineral (Virginie)
Mineral est une ville de l'état de Virginie (États-Unis) dans le Comté de Louisa.

## Histoire
Le nom originel de la localité était Tolersville, mais en 1902 elle a pris le nom de Mineral en raison de l'industrie minière importante dans le secteur, principalement de l'or, du zinc et du plomb.
Le 23 août 2011, à 13h51, le séisme d'une magnitude de 5,8 a eu son épicentre situé à 8 km au sud-est de la ville de Mineral et à une profondeur de 6 km,,.

## Géographie
La ville a une superficie totale de 2,3 km².

## Population
Au recensement de 2000, 424 personnes vivaient dans la localité.